# Las Cuatro Estaciones Porteñas

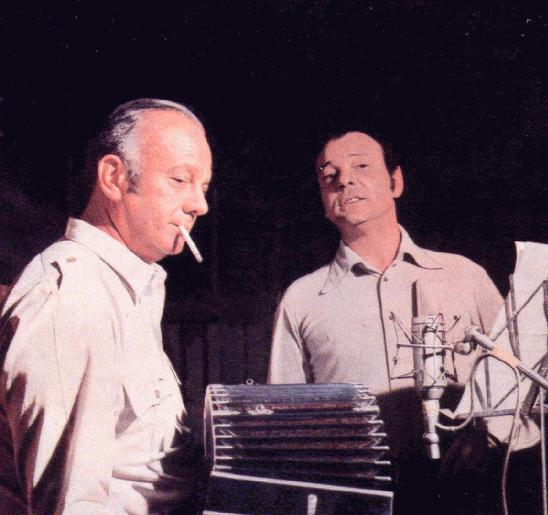
Horacio Ferrer (à droite) et Astor Piazzolla en 1970 en train d'enregistrer Les Saisons.

Las Cuatro Estaciones Porteñas (Les Quatre Saisons de Buenos Aires) également connues sous le nom Estaciones Porteñas, sont un ensemble de quatre compositions de tango écrites par le compositeur argentin Astor Piazzolla entre 1965 et 1970.
Conçues à l'origine et traitées originellement comme des compositions différentes plutôt que comme une suite, elles ont finalement été publiées dans différents albums. Ces pièces ont été écrites pour un quintette avec violon, piano, guitare électrique, contrebasse et bandonéon. L'adjectif « porteño » signifie « de Buenos Aires », il est utilisé par Piazzolla pour décrire son impression des saisons à Buenos Aires, la capitale de l'Argentine d'où il est originaire.

## Titre
Les « saisons » de Piazzolla ne sont pas des saisons au sens météorologique du terme. Dans le titre, l'auteur précise qu'il s'agit de différentes périodes de la vie d'un habitant de la périphérie de la capitale Buenos Aires. Dans la pratique des concerts de cette œuvre, la tradition est différente - le titre est généralement traduit dans son sens « Les saisons de Buenos Aires », et non « Le changement de saisons dans la vie d'un pauvre habitant des banlieues de Buenos Aires ».
La pièce plonge donc ses racines dans la description, ou plutôt la mise en musique, des vies précaires des habitants des bidonvilles de Buenos Aires dans les années 1960-1970.

## Composition
1. Verano Porteño (été) composé en 1965. Ce mouvement était à l'origine une musique de scène pour la pièce Melenita de Oro d'Alberto Rodriguez Muñoz[2].
2. Otoño Porteño (automne) 1969.
3. Primavera Porteña (printemps) 1970.
4. Invierno Porteño (hiver) 1970.

## Arrangements
Dès 1996, un arrangement de la pièce, pour flûte et guitare, fut enregistré (Studio Acousti, Paris) pour le label Deutsche Grammophon.
Entre 1996 et 1998, le compositeur russe Leonid Desyatnikov réalisa un arrangement orchestral des quatre mouvements, avec un lien beaucoup plus évident entre Vivaldi et Piazzolla, en convertissant chacune des pièces en trois sections (la forme baroque italienne) et en réorganisant certaines sections pour violon solo et orchestre à cordes. Dans chaque mouvement, il a inclus plusieurs citations de l'œuvre originale de Vivaldi; mais comme les saisons sont météorologiquement inversées entre les hémisphères nord et sud, il a par exemple ajouté dans Verano Porteño (l' Été) des éléments de l'Hiver de Vivaldi.
En 2010, une transcription de Jean-Baptiste Savarit pour flûte, guitare et alto a été enregistrée à l'auditorium de Fresnes (France), sous le label Abeille Musique.
En 2019 l’œuvre paraît à nouveau dans une nouvelle transcription, cette fois-ci pour quintette à vent. Un disque du Quintette Aquilon, pour le label Klarthe Records.